# Етногеографија
Етногеографија је гранична дисциплина географије. Назив јој потиче од грчке речи ethnos, што значи „народ“, „племе“. Тесно је повезана са етнологијом. Проучава географски размештај етничких заједница, особености њиховог насељавања и узајамне територијалне односе у тесној зависности од социо-економских, политичких, природних и других фактора.
Њен основни задатак је утврђивање националног састава земаља света, њихова бројност, издвајање подгрупа (етничких, лингвистичких, религијских и др).